# دره آبگرم
درهٔ آبگرم نام دره‌ای واقع در نزدیکی روستای گندم‌بر، شهرستان کاشمر است که دارای فسیل‌هایی مربوط به دورهٔ دیرینه‌زیستی مانند پلاتیستروفیا می‌باشد.

## نگارخانه

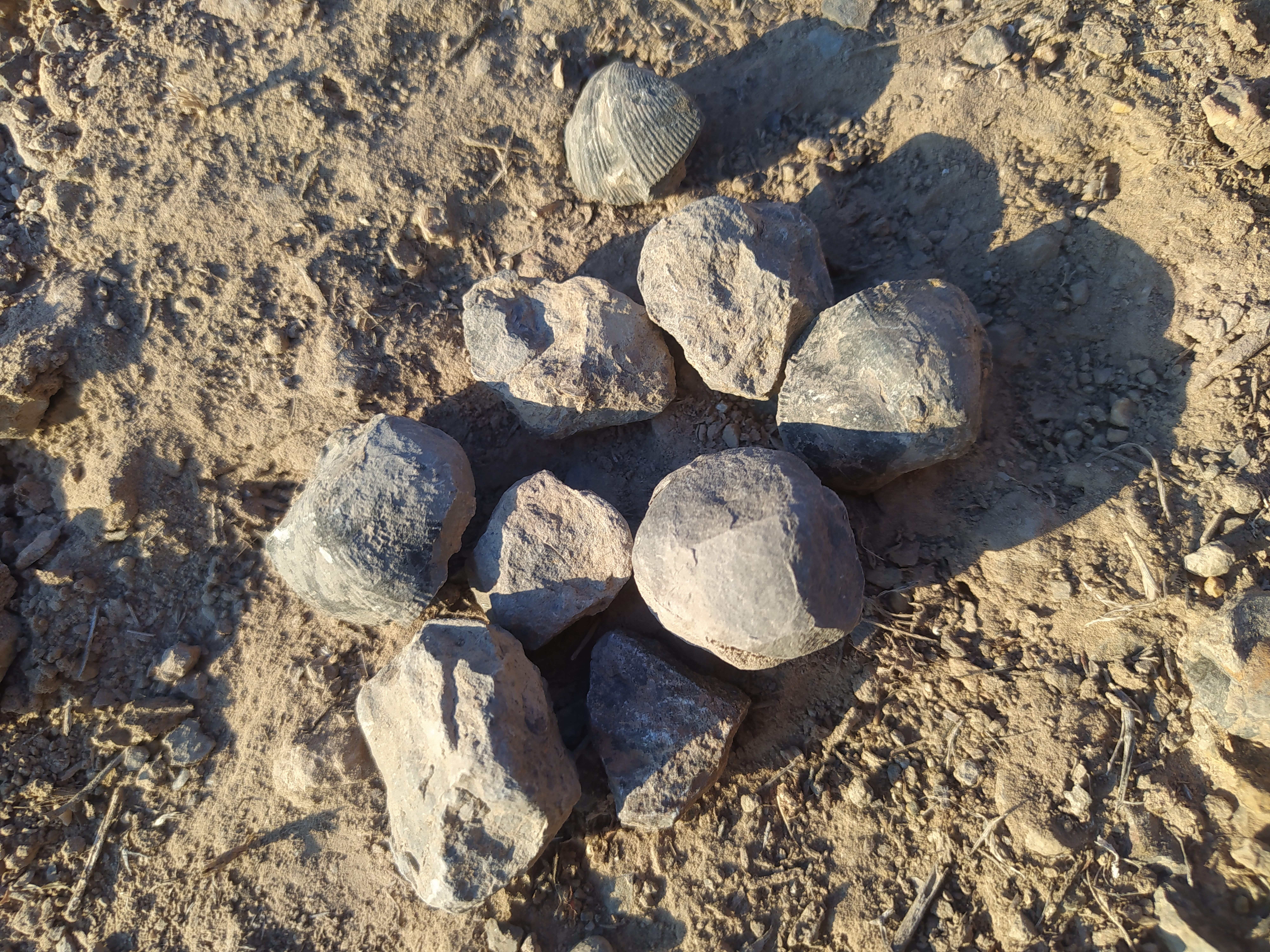
فسیل‌های دره آبگرم
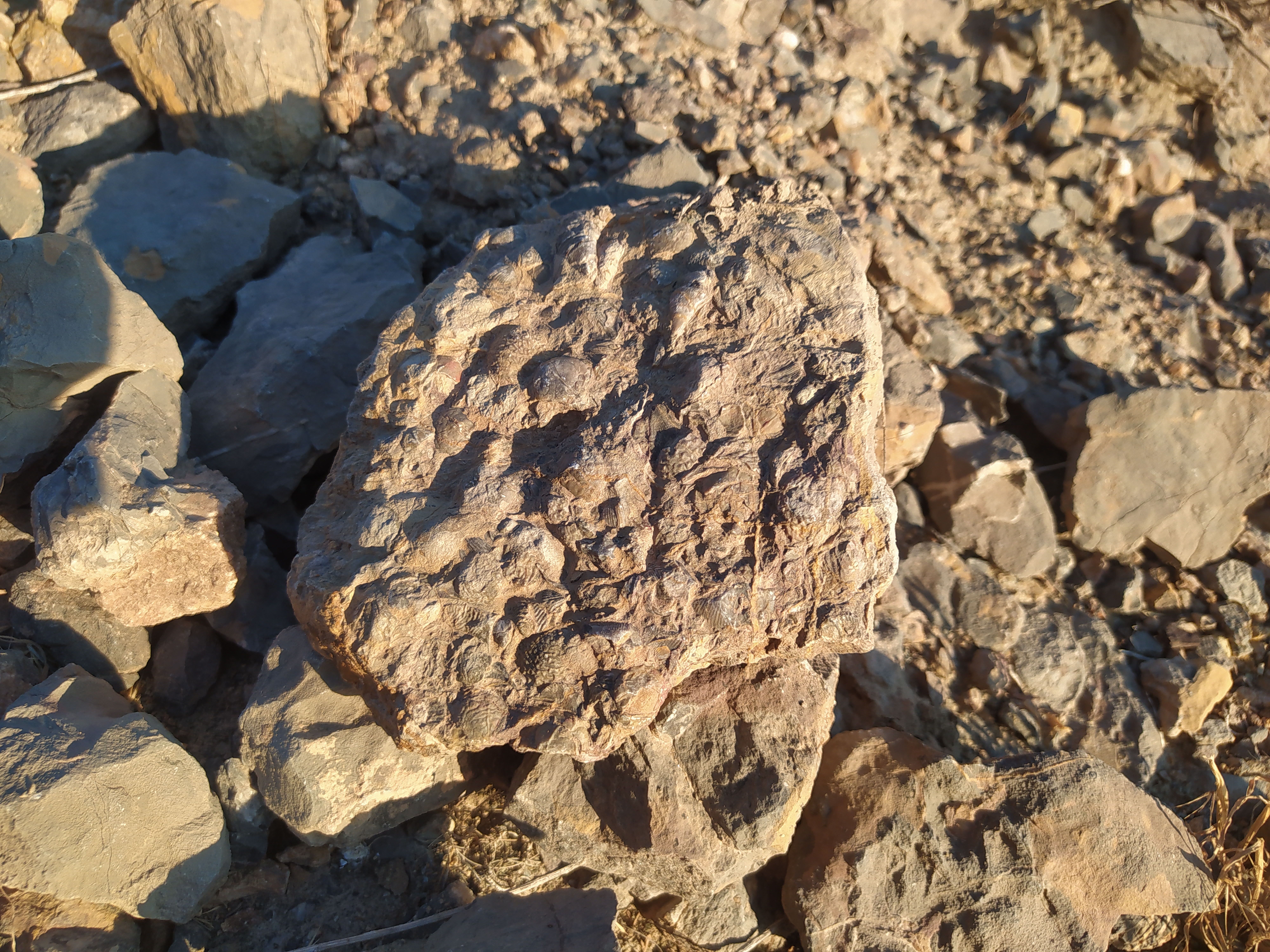
فسیل‌های دره آبگرم